# لوئیس کلارکسون
لوئیس کلارکسون (انگلیسی: Lewis Clarkson؛ زادهٔ ۸ نوامبر ۱۹۹۳) بازیکن فوتبال اهل بریتانیا است.
از باشگاه‌هایی که در آن بازی کرده‌است می‌توان به باشگاه فوتبال ویتبای تاون، باشگاه فوتبال اوست تاون، باشگاه فوتبال اسکاربرو اتلتیک، و باشگاه فوتبال برادفورد سیتی اشاره کرد.